# 남오세티야 전쟁 (1991년~1992년)
1991년~1992년 남오세티야 전쟁은 조지아 정부군과 민족적으로 조지아인에 속하는 의용군 한 편이 남오세티야군과 민족적으로 오세트인에 속하는 오세티야 주 방위군 한 편 간의 조지아-오세티야 충돌에 포함되는 전쟁이었다. 남오세티야 측은 다른 한 편인 러시아 특정 병력의 지원을 받아 남오세티야가 조지아에서 분리되기를 원했고 독립된 주가 되기를 바랐다. 그 전쟁은 1992년 6월24일에 러시아가 개입된 휴전 협정으로 막을 내렸고, 그 협정으로 공동 평화 유지군이 수립되었고 남오세티야는 경쟁 당국들로 분할되었다.

## 배경
러시아에서 챠르 정치 제도의 몰락에 이어, 러시아 볼셰비키와 동맹을 맺은 남오세티야는 새로이 독립한 멘셰비키 조지아에 대항하여 전쟁을 치렀다. 처음에는 조지아가 승리했지만, 1921년에 붉은 군대가 그 주를 정복했다. 남오세티야는 조지아 소비에트 공화국의 자치주가 되었다. 소비에트 시대 동안에, 민족적으로 오세트인들과 조지아인들 사이의 관계는 높은 교류율과 민족간 결혼들로 평화로웠다.
1918년에는 98,000 명이 남오세티야에서 살았다. 그들 중 66.61%는 오세트인이고 29.44%는 조지아인이었다. 또 다른 99,000 명의 오세트인들은 조지아의 나머지 지역들에 거주했다.
소비에트 연방이 해체될 때, 조지아는 국가주의 협의를 추구하는 즈비아드 감사후르디아의 지도부 하에서 다시 독립국이 되었다. 그 독립은 대체로 소비에트 통치로 뿐만 아니라 조지아에서의 소수 단체의 확장으로 유도 되었다. 남오세티야도 따라서 조직화가 되었고 국가주의에 대한 야심을 표출했다. 남오세티야 최고 회의는 자치 공화국으로의 지위 변화를 요구했고, 그 의견은 조지아 최고 의회에 의해 비합법적이라고 공표되었다. 1989년 11월 23일, 감사후르디아는 조지아의 시위대를 조직하여 남오세티야의 수도인 츠힌발리에서 시위를 벌였다. 남오세탸인들은 도로 봉쇄에 의해 저지되었고 여러 사람들이 그 격전에서 부상당했다. 그 다음 달에, 남오세티야인들은 스스로 무장하기 시작했다.
남오세티야인들에게 배척된 1990년 조지아 최고 의회 선거에서 감사쿠르디아가 당선되었다. 그에 대한 응답으로 남오세티야인들은 남오세티야 의회의 선거를 조직했다. 그 반향으로, 조지아 최고 의회는 분리된 행정상의 단위로의 남오세티야 자치주를 폐지하기 위한 투표를 했다. 1990년 말이 다 되자, 츠힌발리에서의 조지아인의 입지는 급격히 악화되었다. 조지아와 오세티야 측의 양측 모두의 군대와 준군사 조직들에 의해 자행된 도난 및 민간 주민 구타 사건들이 보고되었다. 1990년 12월, 트빌리시는 남오세티야에 국가 비상 사태를 발령하고 조지아와 소련의 내무부 (MDV) 경찰력이 남오세티야로 파병되었다. 조지아 내무부 군사 지휘관으로 츠힌발리 시장이 임명되었다. 또한 조지아는 남오세티야에 경제 봉쇄를 부과했다. 군사 충돌은 일측촉발의 상황이었다.

## 참전군
남오세티야 군대는 민병대 및 북오세티야와 북캅카스의 다른 지역들에서 온 지원군들로 구성되었다. 소비에트군은 소비에트 연방이었던 조지아의 일부 지역에 주둔하고 있었다. 곧바로 조지아의 대통령 에두아르트 셰바르드나제는 충돌에 러시아 군사의 개입에 대한 혐의를 제기했다. 같은 시기에, 오세티야 측은 조지아군과 준군사조직들이 츠한발리와 그 주변 마을들을 공격하는 동안에 러시아 군사와 경찰이 민간 주민을 보호하는데 실패했다고 주장했다. 조지아 측은 새롭게 독립한 러시아 연방 군사 부대의 명백한 원조라고 주장했다.
1990년 초반에, 남오세티야는 300~400 명 밖에 안되는 불충분하게 무장된 군인들만 있었다. 그러나 6개월 후에는 남오세티야의 군사력이 1,500 명의 정규군에다가 3,500 명의 지원군이 증원되어 발달했다. 조지아군은 빈약한 양상을 띄고 있었다. 민족적으로 조지아인들로 구성된 오합지졸의 조지아군은 훈련이 그들의 적수들 만큼 훈련이 되어있지 않았고 장비도 갖추어지지 않았다. 조지아 국가 경비대는 전쟁이 발발하기 바로 직전, 1991년 1월에 결성되어 전쟁에 참전했다. 징병군이 기반이 되는 12,000 명의 강력한 부대를 계획했지만 재정적 어려움 때문에 그 대신 지원군으로 구성되어야 했다.

## 전쟁
1991년 1월 5일 밤, 6,000 명의 무장한 조지아 군부대가 츠한발리로 진격해서 파괴를 야기시키고 주민들을 죽였다. 조지아군이 오세트인 마을들을 공격했다. 격렬한 시가지 전투 이후에 조지아 군대는 남오세티야 병력들에 의해 격퇴당했고 쫓겨났다.
츠힌발리 전투는 도시를 오세티야가 통제하는 서부 지역과 조지아가 통제하는 동부 지역으로 분리되게 했다. 1월 말 조지아는 러시아-조정의 정전 협정에 따라 구릉지에서 철군 했다. 그러나 남오세티야 지역의 경제 봉쇄는 풀지 않았다.
조지아군은 츠한발리를 1991년 1월, 3월, 1992년 6월, 그렇게 3차례 공격했다. 전쟁에서 가장 격렬했던 시기는 1991년 3월과 4월 이었다. 그 시기가 지나고 7~8월에는 비교적 잠잠했지만, 감사쿠르디아가 국가 경비대에게 한번 더 남오세티야로의 진군을 명령한 9월 중순에 맹공이 재개되었다. 그러나 아무런 자원도 약탈할 수 없는 주에서 벌이는 오래 끄는 전투로 조지아 경비대는 소진되어 가고 있었다. 초연한 소수의 군인들만이 공격 명령에 응했고 그들은 남오세티야 민병대에게 격퇴당했다. 6월의 격전 기간 동안에 조지아 경비대는 발끈했고 츠힌발리의 거주지들의 80%를 파괴했다. 조지아는 츠힌발리로 가는 전선을 차단시켜 봉쇄 작전을 실시하였고, 오세티야는 조지아인 마을들을 봉쇄했다. 양 측은 모두 흉악한 만행을 저질렀다. 츠한빌리에서의 그 전투는 오세트인 군락들 뿐만 아니라 조지아인 가옥들과 학교들도 공격받아 소실되며 수백명의 사상자와 부상자를 남겼다. 조지아 군대는 츠힌발리 고지대 주변에 주둔지를 구축하고 도시를 포위했다. 도시 주변 인근 마을들에서와 남오세티야의 도로를 따라서도 접전이 일어났다.

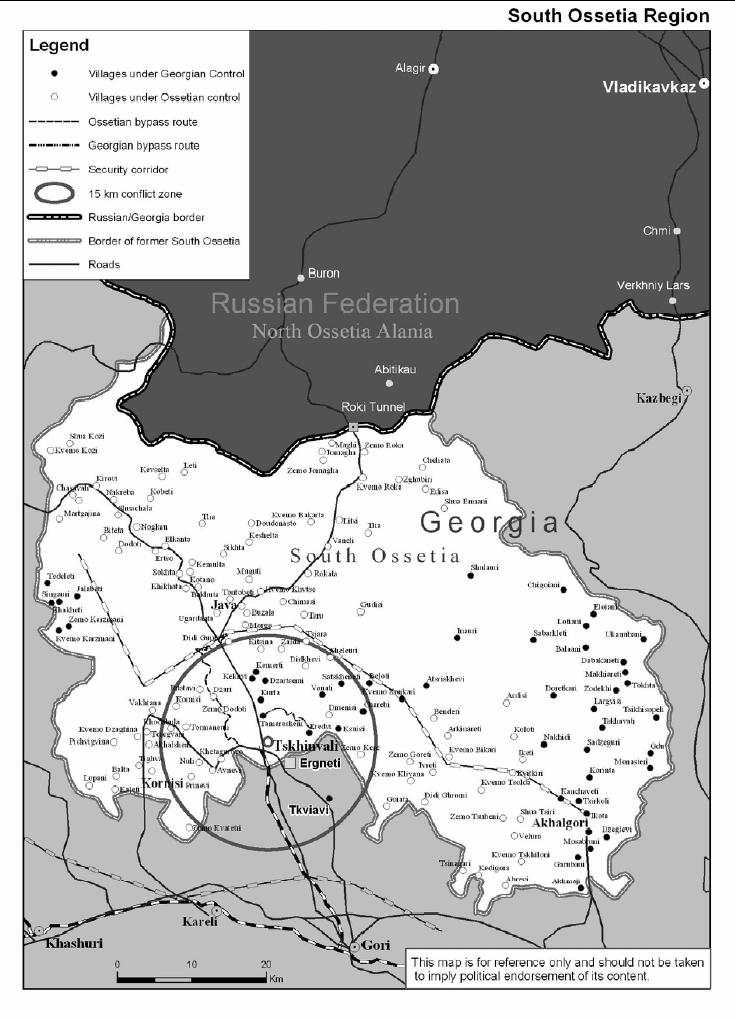
전쟁 이후의 남오세티야 지도, 조지아 통제 하의 거주 지역들과 남오세티야 통제하의 거주 지역들이 표시되어 있다.

1992년 봄, 전투는 돌발적인 러시아군의 개입으로 다시 단계적으로 확대되었다. 그러나, 1992년 3월에는, 감사쿠르디아가 축출되고 에두아르트 셰바르드나제가 대체되었다. 곧바로, 감사쿠르디아의 충신들은 무장 반란을 일으켰다. 더군다나 조지아의 또 다른 커다란 분리주의 지역인 압하스에서도 충돌이 일어나 1992년의 전쟁으로 확대되었다. 그 결과, 셰바르드나제는 남오세티야에서의 전쟁에 대한 전의를 상실했고 러시아가 개입된 소치 협정에 서명했다.
휴전 협정은 남오세티야를 조지아에 의해 통제되는 지역과 비승인된 남오세티야 정부에 의해 통제되는 지역의 두 부분으로 나뉘게 했다. 또한 (조지아, 러시아, 북오세티야, 남오세티야가 포함된) 공동 조정 위원회가 만들어졌고, JCC 칙령 하의 조지아군, 러시아군, 오세티아군의 군인들로 구성된 공동 평화 유지군(JPKF)이 창안되었다. OSCE감시단의 일부가 그 지역에 배치되었다.
충돌에서의 군사 행동은 "혼란스러웠고 무정부 상태였다". 양측 모두 훈련된 군대의 형태나 지휘관들 또는 그런 군인들이 아니었으며 대개는 그들이 전의에 불타 행동한 것이 아니었다. 군사 집단들은 정치 당파들에 의해서 통제되었고 각각의 정부에게는 보고할 의무가 없었다. 그 전쟁은 민간인들을 인질로 잡고 총격을 퍼부으며 휴전 협정을 위반했다.
인권 감시에 따르면, 조지아를 위해 오세트인들을 내쫓고 마을을 개간하고자 하는 야망이 동기가 되고 오세트인들에 대한 복수심에 도취되어 조지아의 준군사 조직은 남오세티야 영내의 오세트인 주민들에게 난폭한 만행을 저질렀다고 한다. 60~100 곳의 마을들이 조지아군에 의해 소실됐고 그 밖에는 유기됐다. 많은 마을들에서 조지아군에 의한 민족 청소가 자행되었다. 다른 상황으로는 오세트인에 의해서 좌지우지되는 영토에 거주하는 조지아인들이 "손쉬운 희생자들"이었다고 하겠다. 조지아인들이 주거하는 가옥들은 유기되었고 약탈당했으며 불태워졌다는 점을 들어알 수 있다.
그 전쟁 동안에 거의 1,000 명이 목숨을 잃었다. 그리고 많은 난민들이 유동하게 했는데, 약 100,000 명의 민족적으로 오세트인들이 남오세티야와 완전한 조지아 영토에서 주로 북오세티야(러시아의 일부)로 피난을 갔다. 23,000 명이 넘는 민족적으로 조지아인들이 남오세티야에서 도망쳐 나왔고 조지아의 다른 지역에 정착했다. 북오세티야로의 난민 유입은 그 곳에서의 긴장된 민족의 입지를 더욱더 악화 시켰고 오세티야-인구시 충돌에 결정적인 역할을 하였다.

## 같이 보기
- 조지아-오세티야 분쟁
- 남오세티야 전쟁 (2008년)